# محمد صلاح (مدرب كرة قدم)
محمد صلاح (ولد في 19 يونيو 1958) هو لاعب كرة قدم مصري معتزل ومدرِّب حاليًا. لعب لنادي الزمالك وحقق معه العديد من البطولات، وحاز على جائزة أفضل مدافع في مصر عام 1980. كما لعب للمنتخب الوطني المصري وكان جزءا من الفريق الذي فاز بلقب كأس الأمم الأفريقية 1986. اعتزل كرة القدم عام 1988، واتجه للتدريب. قام بتدريب العديد من الأندية المصرية والعربية.

## مسيرته لاعبًا

### الزمالك
بعد مباراته التجريبية مع منتخب بحري ضد المنتخب القومي عرض عليه محمد حسن حلمي مدير الفريق القومي الانضمام لنادي الزمالك وهو ما تم. ونجح صلاح في أول مباراة له مع نادي الزمالك، أقيمت في نوفمبر 1970، من إحراز هدف ليفوز الزمالك 4-0. وبدأ مسيرته مع فرق الناشئين بالنادي لينضم للفريق الأول بالزمالك من عام 1975 وحتى عام 1988. وفي أوج مسيرته، لعب إلى جانب لاعبين كبار مثل طه بصري، حسن شحاتة، علي خليل، فاروق جعفر.

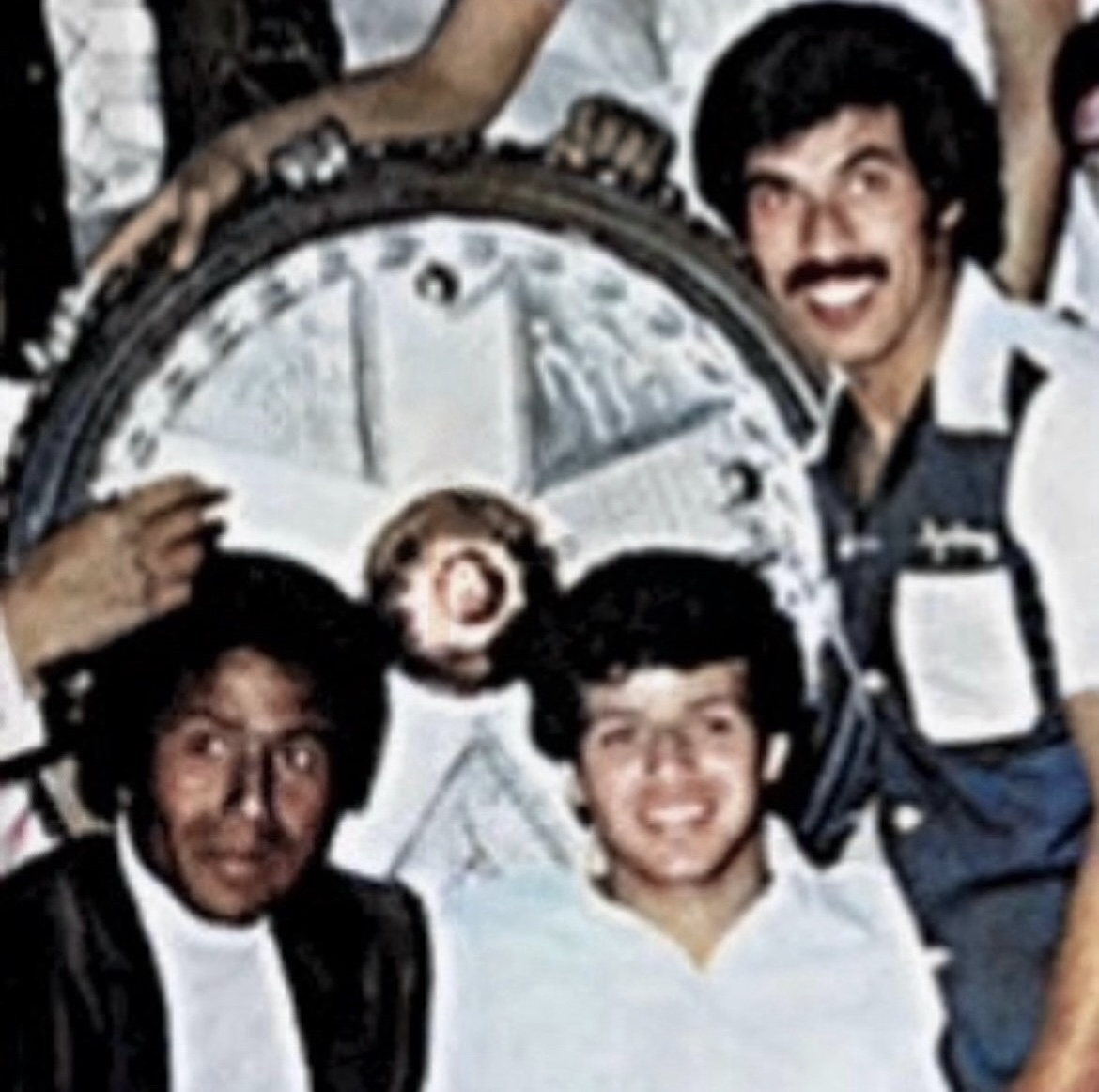
لاعبو الزمالك؛ صلاح (وسط)، وحسن شحاتة، وطه بصري مع درع الدوري المصري الممتاز عام 1978

فاز مع القلعة البيضاء بالدوري المصري الممتاز ثلاث مرات (1977–78، 1983–84، 1987–88)، وثلاثة ألقاب لكأس مصر (1976–77، 1978–79، 1987–88). كما فاز بكأس الصداقة المصرية مرة واحدة عام (1986). وعلى الصعيد القاري، فاز مع نادي الزمالك بكأس أفريقيا للأندية الأبطال مرتين (1984، 1986)، والكأس الأفروآسيوية للأندية عام (1987). حصل صلاح على جائزة «أفضل لاعب بمصر» عام 1980. اعتزل كرة القدم الاحترافية في عام 1988.

### منتخب مصر
على المستوى الدولي، انضم صلاح المنتخب المصري في 1977 حيث كانت مباراته الدولية الأولي هي مباراة ودية أمام منتخب ليبيا والتي فازت بها مصر بهدف نظيف أحرزه حسن شحاتة. شارك في كأس الأمم الإفريقية 1980 وتم ضمه إلى فريق أحلام كأس الأمم الأفريقية حيث احتلت مصر المركز الرابع، وهو نفس المركز الذي احتلته نسخة 1984 والتي كان صلاح حاضراً فيها ضمن التشكيلة الأساسية. رصيد مباريات محمد صلاح مع منتخب مصر هو 50 مباراة دولية والمشاركة في 4 بطولات أفريقية محرزا لقب كأس الأمم الأفريقية 1986. قرر محمد صلاح الاعتزال في عام 1988.

## مسيرته مدربًا
عمل صلاح في مجال التدريب فور اعتزاله اللعب، وكانت البداية مع نادي الزمالك مساعد مدرب عام 1996 و 1999 و 2002-2005 و 2014 و مدير فني للفريق الأول لنادى الزمالك عام 2005 و 2014-2015 و مدير فني لناشئي الزمالك 20 عاما عام 2006-2009 .

## الألقاب

### كلاعب
مع نادي الزمالك
- الدوري المصري الممتاز: 1977-78، 1983-84، 1987-88
- كأس مصر: 1974-75، 1976-77، 1978-79، 1987-88
- دوري أبطال أفريقيا: 1983-84، 1985-86
- البطولة الأفروآسيوية للأندية: 1987
- كأس الصداقة المصرية: 1986

مع المنتخب المصري
- كأس الأمم الأفريقية: 1986

ألقاب فردية
- أفضل لاعب في مصر: 1980
- أفضل لاعب وسط في كأس الأمم الإفريقية 1980

## روابط خارجية
- محمد صلاح على موقع قاعدة بيانات كرة القدم.إي يو (الإنجليزية)
- محمد صلاح على موقع ناشيونال فوتبول تيمز (الإنجليزية)
- محمد صلاح على موقع كووورة